# Tiêu Văn Mẫn
Tiêu Văn Mẫn (sinh năm 1935), là một sĩ quan cấp cao trong Quân đội nhân dân Việt Nam, hàm Trung tướng, nguyên Phó Tư lệnh Chính trị Quân đoàn 3, Phó Tư lệnh Chính trị Quân khu 5.

## Thân thế và sự nghiệp
Ông quê tại xã Hành Minh, huyện Nghĩa Hành, tỉnh Quảng Ngãi. Ông nhập ngũ tháng 6 năm 1953.
Từ tháng 6 năm 1953 đến tháng 10 năm 1955, ông là chiến sĩ, Tiểu đội trưởng Đại đội 2, Tiểu đoàn 375 Quân khu 5. 
Từ năm 1955 đến tháng 6 năm 1959, ông là Tiểu đội trưởng, Trung đội phó Trung đoàn 90, Sư đoàn 304.
Từ tháng 7 năm 1959 đến tháng 2 năm 1963 là học viên Trường Sĩ quan Lục quân.
Từ tháng 3 năm 1963 đến tháng 2 năm 1965, ông là Chính trị viên phó Đại đội 2, Lữ 350 và Đại đội 2, Tiểu đoàn 1 Trung đoàn 42. 
Từ tháng 3 năm 1965 đến tháng 10 năm 1969, ông vào chiến trường miền Nam là Chính trị viên Đại đội 2 Tiểu đoàn 4 Trung đoàn 24, sau là Chính trị viên Tiểu đoàn 6, Trung đoàn 24, rồi Phó Chính uỷ Trung đoàn 24.
Từ tháng 11 năm 1969 đến tháng 10 năm 1971, ông là Chính trị viên Huyện đội, Phó Chính uỷ Trường Quân chính Mặt trận Tây Nguyên, Phó Chính uỷ Viện Quân y 211.
Từ tháng 11 năm 1971 đến tháng 11 năm 1980, ông ra Bắc là Trợ lý Cục Tổ chức Tổng cục Chính trị. 
Từ tháng 12 năm 1980 đến tháng 10 năm 1983, ông  là Phó Sư đoàn trưởng Sư đoàn 320 Quân đoàn 3
Từ tháng 11 năm 1983 đến tháng 9 năm 1987, ông là Phó Chủ nhiệm Chính trị Quân đoàn 3.
Từ tháng 10 năm 1987 đến tháng 3 năm 1990, ông là Phó Tư lệnh về Chính trị Quân đoàn 3
Từ tháng 4 năm 1990 đến tháng 8 năm 1991, ông là Chủ nhiệm Chính trị Quân khu 5.
Từ tháng 9 năm 1991 đến tháng 10 năm 1996, ông là Phó Tư lệnh về Chính trị Quân khu 5
Thiếu tướng (1988), Trung tướng (1994).

## Khen thưởng
- Huân chương Quân công hạng Nhì
- Huân chương Chiến công (hạng Nhì, Ba)
- Huân chương Kháng chiến chống Mỹ hạng Nhất
- Huy chương Chiến sĩ vẻ vang (hạng Nhất, Nhì, Ba)
- Huy chương Quân kỳ quyết thắng
- Huy hiệu 40 năm tuổi Đảng